# Берггрен, Андреас Петер
Андреас Петер Берггрен (дат. Andreas Peter Berggreen; 2 марта 1801, Копенгаген — 8 ноября 1880, Копенгаген) — датский композитор и музыкальный педагог.

## Биография
Вырос в замке Фредериксборг, где служил его дед, и там же начал заниматься музыкой, петь, играть на флейте, а в 13-летнем возрасте и сочинять песни и мелодии для флейты. В дальнейшем получил некоторую профессиональную подготовку под руководством К. Э. Ф. Вайсе, однако в значительной степени остался самоучкой.
В 1830-е гг. выступал как музыкальный критик, дважды предпринял попытки основать собственный музыкальный журнал, в ходе второй из них (1845) назвал издание Hejmdal по имени божества древнескандинавского пантеона. С 1838 г. играл на органе в копенгагенской Церкви Троицы. С 1843 г. преподавал пение в Столичной школе (дат. Metropolitanskolen) — одном из наиболее престижных средних учебных заведений Дании. С 1859 г. и до конца жизни занимал должность инспектора по пению в датском министерстве просвещения. Почётный доктор Копенгагенского университета (1878).
В наследии Берггрена ряд вокально-хоровых сочинений, в том числе приуроченных к придворным событиям, театральная музыка, органные пьесы. Наибольшее признание принесла Берггрену работа по сбору и обработке народных песен — сборник «Народные песни и мелодии» (дат. Folkesange og Melodier; 1842—1847), ко второму изданию (1861—1871) расширенный до 11 томов.
Похоронен на кладбище Ассистенс в Копенгагене.